# Liudvika Didžiulienė
Liudvika Didžiulienė (1856-1925), également connue sous son pseudonyme Žmona (épouse), est une écrivaine et militante lituanienne pendant la renaissance nationale lituanienne. Après avoir publié son premier récit en 1892, elle devient la première femme écrivaine lituanienne.
Éduquée à la maison par ses parents et ses tuteurs, Didžiulienė ne reçoit aucune éducation formelle. Avec son mari Stanislovas Didžiulis (en), elle soutient les contrebandiers de livres lituaniens et leur domicile est fréquemment visité par divers militants lituaniens. Elle contribue par ses fictions et ses articles à divers périodiques lituaniens, collecte des exemples du folklore lituanien et éduque les résidents locaux. En 1896, Didžiulienė s'installe à Mitau (Jelgava) où elle ouvre un dortoir pour étudiants lituaniens et organise des soirées culturelles lituaniennes, des lectures et des discussions littéraires, etc. pour la communauté lituanienne. Lorsque son mari et ses deux fils sont condamnés pour participation à la révolution russe de 1905, elle retourne en Lituanie. En 1915-1924, elle vit avec sa fille à Yalta et travaille dans un hôpital militaire et un sanatorium pour tuberculeux.
En raison de sa vie familiale et sociale bien remplie, Didžiulienė n'a jamais beaucoup de temps pour écrire. Elle écrit des nouvelles et des pièces de théâtre pour le théâtre amateur lituanien. Ses œuvres propagent les idées du renouveau national lituanien et mettent en lumière les inégalités sociales. Ils sont souvent didactiques et sentimentaux. Durant ses années à Yalta, elle écrit quelques ouvrages sur les Tatars de Crimée.

## Biographie

### Jeunesse

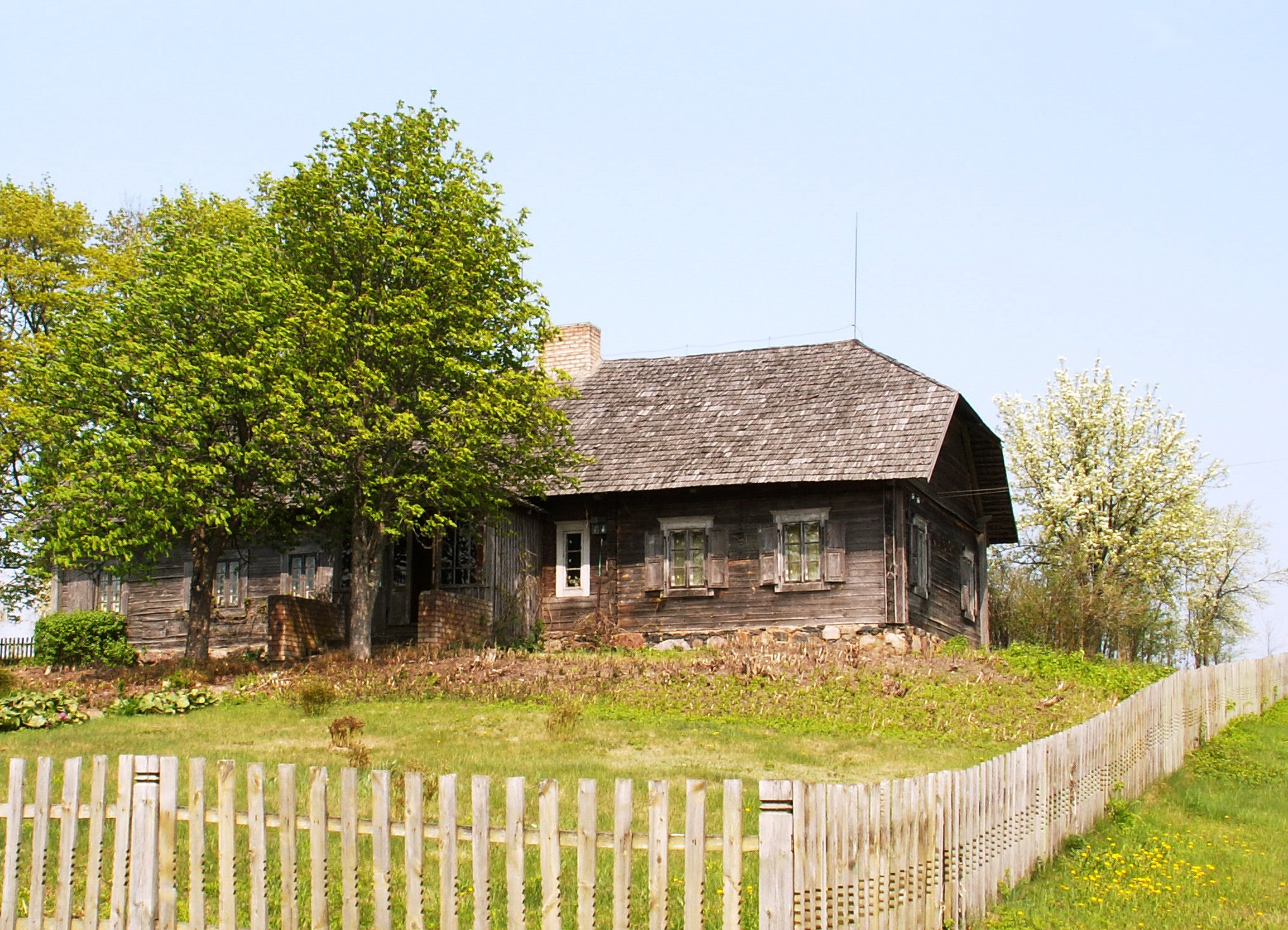
Maison Didžiulis à Griežionėlės (aujourd'hui musée commémoratif).

Didžiulienė (née Nitaitė) naît le 3 mai 1856 dans une famille lituanienne à Robliai (lt) dans l'actuelle municipalité du district de Rokiškis. Elle grandit à Vaitkūnai (lt) près de Salos et Rokiškis. Son père travaille comme administrateur dans un manoir. Elle est éduquée à la maison par ses parents et plus tard par des tuteurs privés. Elle apprend cinq langues (en plus du lituanien natal, elle apprend le polonais, le russe, l'allemand, le français et le letton) ainsi que le piano. Dès son plus jeune âge, malgré l'interdiction de la presse lituanienne, elle est exposée à la littérature lituanienne, notamment aux œuvres de Motiejus Valančius (en) et Antanas Baranauskas (en). Dans ses mémoires, Didžiulienė écrit qu'en 1875 elle termine l'opérette Piršlės ir veselijos (Matchmaking and Weddings) basée sur des chansons folkloriques lituaniennes, mais l'œuvre n'a pas survécu.
Le 25 août 1877, elle épouse Stanislovas Didžiulis (en), descendant d'une vieille famille noble lituanienne, qui partage son intérêt pour la langue et la culture lituaniennes. Les jeunes mariés s'installent dans la propriété de Didžiulis à Griežionėlės (lt) dans l'actuelle municipalité du district d'Anykščiai. Le mariage est difficile car Didžiulis est têtu, voire despotique et infidèle. Cependant, ils ont un total de neuf enfants — cinq filles et trois fils ont atteint l’âge adulte tandis qu’un fils est mort en bas âge.

### Activisme

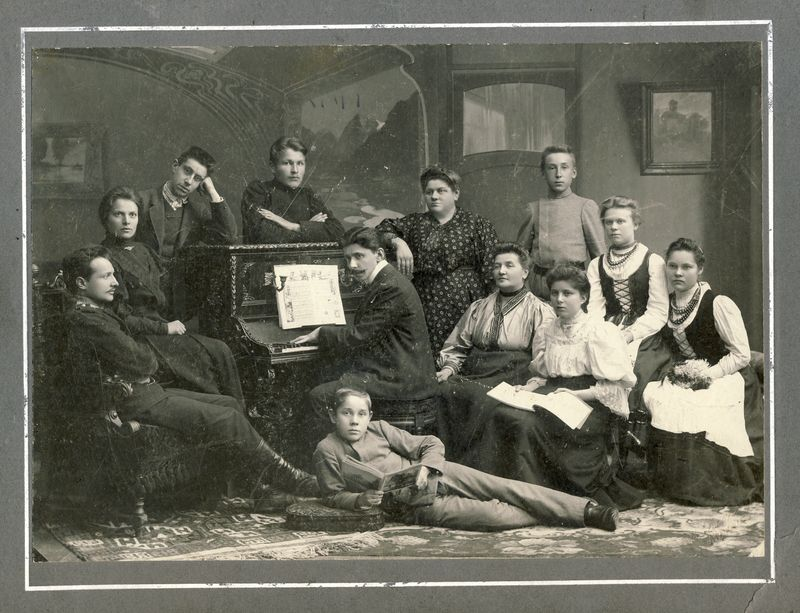
Didžiulienė avec ses locataires vers 1909.

Didžiulienė est active dans la communauté locale de Griežionėlės — elle enseigne à la population locale la lecture et l'écriture, l'hygiène de base, la cuisine et le jardinage. La famille aide également des contrebandiers de livres lituaniens, notamment Jurgis Bielinis (en) et Kazys Ūdra (lt), pour cacher et distribuer les publications lituaniennes interdites. Didžiulienė écrit également des romans et des articles contenant des conseils pratiques pour les périodiques lituaniens Varpas (en) et Ūkininkas (en). Didžiulis collectionne des livres lituaniens ; la bibliothèque comprend environ 1 000 titres. En été, leur maison reçoit la visite de divers militants lituaniens, dont Antanas Baranauskas (en), Jonas Jablonskis, Motiejus Čepas (lt), Mečislovas Davainis-Silvestraitis (en) ou encore Liudvikas Vaineikis (en). En 1893, encouragé par Silvestras Baltramaitis (lt) impressionnée par ses saucisses, Didžiulienė publie Lietuvos gaspadinė (Femme au foyer lituanienne), le premier livre de cuisine lituanien. Il est d'abord publié comme supplément à Ūkininkas et, en raison de la demande, une édition augmentée est publiée la même année. Il est ensuite réédité en 1895, 1904, 1913 et 1927. Une nouvelle édition est publiée en 2018 et figure dans la liste des best-sellers pendant au moins six semaines en Lituanie.
En 1896, Didžiulienė déménage à Mitau (Jelgava) dans l'actuelle Lettonie afin que ses enfants puissent recevoir une éducation formelle. Là, elle créé un dortoir pour 12 à 14 étudiants lituaniens. Non seulement elle loue des chambres, mais elle enseigne également les bonnes manières et veille à ce que les élèves terminent leurs devoirs. À l'automne 1896, plusieurs de ses locataires, dont Antanas Smetona, protestent contre l'obligation de prier en russe à l'école. Les étudiants sont expulsés et Didžiulienė est contrainte de réduire la taille de son dortoir — elle ne peut garder les locataires qu'en prétendant qu'ils sont ses proches. Elle obtient 500 roubles de Jonas Šliūpas (en) pour les étudiants expulsés et les aident à trouver d'autres écoles. Finalement, elle peut rouvrir son dortoir. Pendant onze ans, ses locataires comprennent le futur président Antanas Smetona, le Premier ministre Juozas Tūbelis, l'écrivain Konstantinas Jasiukaitis (lt), le metteur en scène Juozas Vaičkus (lt), le Ministre de l'Intérieur Vladas Požela (lt), le peintre Justinas Vienožinskis (lt) ou encore le communiste Vincas Mickevičius-Kapsukas (qui devient plus tard son gendre).
Il y a une communauté de Lituaniens à Mitau, centrée autour de Jonas Jablonskis qui travaille comme professeur au Gymansium de Mitau. Cependant, en 1896, Jablonskis est réaffecté à Revel (Tallinn). Didžiulienė comble le vide et organise des soirées culturelles lituaniennes, des lectures et des discussions littéraires, distribue de la presse lituanienne illégale, enseigne des chansons folkloriques lituaniennes et encourage d'autres à écrire dans des périodiques lituaniens.

### Problèmes familiaux

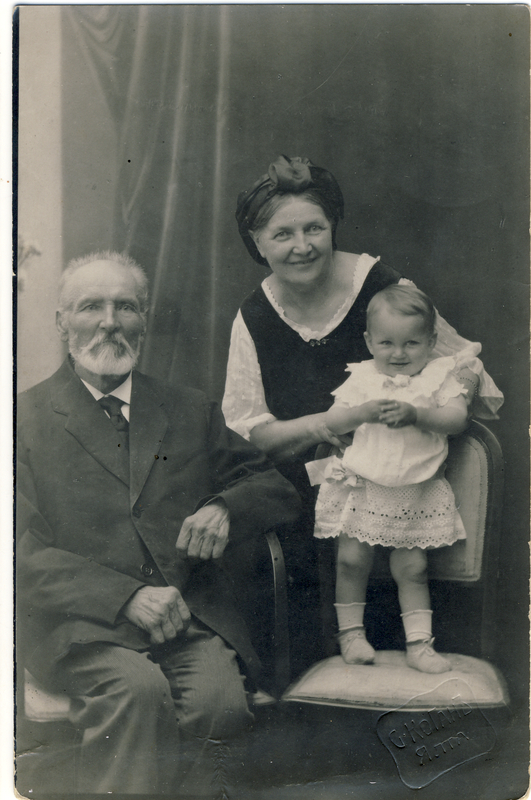
Didžiulienė avec son mari et sa petite-fille en 1922.

En 1906, son mari et ses deux fils sont arrêtés pour avoir participé à la révolution russe de 1905. Stanislovas Didžiulis et son fils Antanas sont déportés à vie en Sibérie, bien qu'Antanas réussissent à s'échapper et à s'inscrire à l'université Jagellonne de Cracovie pour étudier la médecine. Un autre fils, Algirdas, est déporté pendant cinq ans à Touroukhansk. Didžiulienė doit revenir de Mitau au domaine de Griežionėlės pour s'occuper de la ferme. Sa fille Vanda épouse le militant communiste Vincas Mickevičius-Kapsukas et est également emprisonnée et cachée par la police tsariste. Didžiulienė soutient et aide sa famille.
Malgré les revers, elle reste active dans la vie culturelle lituanienne. Elle rejoint la Société scientifique lituanienne (en), rassemble des exemples du folklore lituanien, dont certains sont publiés dans la revue Lietuvių tauta, écrit des articles sur les poètes Antanas Strazdas (en) et Antanas Vienažindys (en), se lie d'amitié avec Jurgis Šlapelis (lt) et Marija Šlapelienė (lt) qui possède une librairie lituanienne à Vilnius. Elle participe également à la création de l'Association des femmes lituaniennes (en) en juin 1905, est déléguée au Grand Seimas de Vilnius (en) en décembre 1905 et participante au premier congrès des femmes lituaniennes en octobre 1907.
Au printemps 1915, alors que les lignes de front de la Première Guerre mondiale approchent, Didžiulienė décide de rendre visite à sa fille Vanda qui vit à Yalta. Elle apporte ses manuscrits avec elle, mais ils sont volés dans une gare, ce qui est un coup dur pour Didžiulienė qui tombe malade pendant deux mois. La visite est censée être temporaire, mais elle dure neuf ans. Didžiulienė travaille comme infirmière dans un hôpital militaire et comme administratrice d'un sanatorium lituanien pour patients tuberculeux. Après la Révolution de Février, elle est rejointe par son mari malade et handicapé qui est libéré de sa déportation. Malgré ces responsabilités, elle trouve le temps d’écrire. Elle écrit la pièce Give me Freedom sur les femmes des Tatars de Crimée, qui est traduite du russe en Tatar et mise en scène par un théâtre local,. Elle publie également plusieurs articles dans la presse locale sous le pseudonyme de Grazhdanka (Citoyen).

### Mort et héritage
Didžiulienė reçoit finalement un permis de voyage et retourne à Griežionėlės en août 1924. Ses manuscrits sont une fois de plus perdus pendant le transport. Elle est déçue par son accueil dans la Lituanie indépendante. L'une de ses dernières œuvres est un poème satirique en polonais sur de jeunes idéalistes devenus des opportunistes et des bureaucrates avides. Encouragée par Juozas Tumas-Vaižgantas (en), elle écrit ses précieux mémoires qui, bien qu'inachevés, sont publiés en 1926 après sa mort. Didžiulienė contracte une pneumonie et meurt le 25 octobre 1925. Elle est enterrée sur une colline à proximité de Padvarninkai (lt). Sa pierre tombale est conçue par Bernardas Bučas (en).
Après plusieurs pétitions de la famille de Didžiulis, les autorités soviétiques créent un musée commémoratif à Griežionėlės en 1968. En 2007, la bibliothèque publique de la municipalité du district d'Anykščiai est rebaptisée en l'honneur de Stanislovas Didžiulis (en) et de son épouse Didžiulienė.

## Travaux
En raison de sa vie familiale et sociale bien remplie, Didžiulienė n'a jamais l'occasion de consacrer beaucoup de temps à l'écriture. À ce titre, elle ne laisse qu’une poignée d’œuvres. Au moins deux pièces de théâtre et plusieurs œuvres inachevées sont perdues pendant la Première Guerre mondiale. Didžiulienė écrit des nouvelles et des pièces de théâtre qui sont publiées dans divers périodiques ou sont restées inédites. Seule sa comédie Lietuvaitės (Femmes lituaniennes) est publiée sous forme de livret séparé en 1912. Deux volumes de ses œuvres et lettres rassemblées sont publiés en 1996-1998.
Considérant l'éducation comme la base de la renaissance de la nation, Didižulienė cherche à éduquer et à éclairer ses lecteurs. Ses œuvres visent clairement à propager les idées du renouveau national lituanien et sont réalistes et souvent didactiques,. À l'époque soviétique, ses œuvres sont appréciées pour mettre en lumière les inégalités sociales.
Sa première nouvelle Tėvynės sūnus (Fils de la patrie) est publiée dans Varpas en 1892. Il s'agit de la première œuvre de fiction lituanienne publiée par une femme. L'histoire parle de Juozas Baublys, un jeune médecin lituanien qui travaille pour le bien du peuple lituanien. Cependant, il épouse une fille de nobles polonisés, a honte de sa faible naissance et cesse son travail pour le bien public. Un thème similaire, celui des tentations auxquelles sont confrontés les jeunes militants, est exploré dans la nouvelle Dėl tėvynės ! (Pour la Patrie !). Il explore la vie de cinq amis qui, une fois diplômés, promettent d'être actifs dans la vie publique, mais seul le plus pauvre tient parole. Dans les œuvres de Didžiulienės, de nombreuses femmes, en particulier celles qui sont sans instruction ou de naissance à l'étranger, sont dépeintes négativement comme une force corrompant les idéaux des jeunes hommes lituaniens. Ces femmes sont avides, égoïstes et ne se soucient que de la vie domestique et de l’argent. Le plus frappant de ces personnages est Uršulė Bitautienė de la nouvelle Ne pagal Jurgio kepurė (publiée pour la première fois en 1996).
Son histoire la plus longue et l'une des plus importantes est Atgajėlė (écrite vers 1895, publiée pour la première fois en 1904) qui raconte l'histoire d'amour sentimentale d'Amelija, fille de pauvres nobles polonisés, qui rejette les avances d'un noble vaniteux et épouse Jonas, le fils instruit d'un agriculteur local. Dans ses œuvres ultérieures, Didžiulienė explore le thème de l’enfance dure et malheureuse. Des histoires telles que Juzuko vargai (Le sort des Juzukas), Našlaičių eglutė (L'arbre de Noël des orphelins), Tremtinių vaikai (Les enfants des déportés) sont sincères, compatissantes et adaptées à la psychologie des enfants. Au cours des années passées à Yalta, Didžiulienė écrit plusieurs histoires sur les Tatars de Crimée dans lesquelles elle explore non seulement la culture matérielle mais aussi la vie spirituelle des Tatars.
Didžiulienė écrit plusieurs pièces de théâtre, dont les comédies Lietuvaitės (Femmes lituaniennes) et Paskubėjo (Hâté) et les drames Katei juokai – pelei verksmai (Le chat rit – Cris de souris) et Vakaruškos (Fêtes).Elles sont probablement écrites à Mitau pour le théâtre amateur lituanien et présentent donc des personnages vivants, des dialogues dynamiques et des conflits clairs. Beaucoup de pièces sont trop sentimentales. La plupart des drames mettent en scène un amour non partagé, tandis que les comédies se concentrent sur des malentendus liés à la cour. Sa pièce la plus populaire, Lietuvaitės, se moque des efforts déployés par deux vaines filles de nobles polonisés pour paraître plus lituaniennes afin de pouvoir inciter deux étudiants lituaniens à se marier. Le plan fonctionne, mais le père intervient et marie ses filles aux fils d'autres nobles polonisés.